# أهلية قانونية
الأهلية القانونية أو عموما الأهلية هي من مميزات الشخصية القانونية التي تثبت للإنسان بمجرد ولادته وتلازمة إلى حين وفاته، وهذه الشخصية القانونية هي صلاحية الشخص للوجوب له أو عليه. فبمجرد ولادة الإنسان يكون صالحا لآن تتقرر له الحقوق ولأن يتحمل بالالتزمات ويطلق على هذه الصلاحية أيضا اصطلاح «أهلية الوجوب».والأصل أن يتساوى الناس جميعا في أهلية الوجوب، إلا أنها قد تكون مقيدة لبعض الناس فيما يخص الحقوق وذلك تبع للحالة السياسية والمدنية.
والإنسان بشكل عام تثبت له أهلية الوجوب بمجرد ولادته وبالتالى تثبت له الحقوق والواجبات ولكنه لايستطيع أن يباشر الأعمال والتصرفات القانونية بنفسة فهو غير أهل لمباشرة الأعمال القانونية وهي التي تسمى في الاصطلاح «أهلية الأداء». وهذه الأهلية تتأثر كقاعدة عامة بسن الإنسان ودرجة تمييزه. وقد نصت المادة 109 من القانون المدني المصري على «أن كل شخص أهل للتعاقد مالم تسلب أهليته أو يحد منها القانون». ومع ذلك فأن كل شخص دون سن التمييز (سن السابعة في مصر) يكون حتما معدوم الأهلية، ثم يكون ناقص الأهلية بالضرورة مالم يبلغ سن الرشد، وثمة حالات خاصة يصاب فيها الشخص بعاهة يتأثر يها تمييزه فيصبح بسببها عديم الأهلية أو ناقص الأهلية.إن خاصية الأهلية القانونية تقوم علي افتراض يوجب أن الشخص أهل للإلزام والالتزام إذا بلغ سن الرشد والإخير هو سن يختلف تحديده من دولة لأخرة ففي تونس 18 عاما وفي مصر 20 عاما وهذا السن هو قرينة قانونية ثابت لوجود الأهلية وتأكيدها ولكن المشرع يضع إستثناءا لقاعدة سن الرشد فيمكن للشخص أن يكون أهلا قبل بلوغ سن الرشد شرط إثبات ذلك للقاضي أيضا يرشد القاصر بالتزويج ولكن بحدود.كما يمكن للراشد أن تنزع أهليته بالحجر عليه كالمجنون أو السفيه أو الذي عوقب بأكثر من 10سنوات سجن.